# 一雫ライオン
一雫 ライオン（ひとしずく ライオン、1973年7月12日 - ）は、日本の小説家、脚本家。東京都杉並区出身。血液型はAB型。

## プロフィール
- 成蹊高等学校を経て明治大学付属中野高等学校定時制を卒業後、明治大学政治経済学部中退。
- 2008年に高山猛久、増田修一朗、西沢仁太らとともに東京深夜舞台を結成。それまで本名で俳優として活動していたが、結成当初から脚本を担当するようになり、以来「一雫ライオン」名義をメインに脚本家としての活動を始める。この脚本家名は、自身が作った作品の中に登場させたキャラクターからとったもの。
- 「別冊 +act.（プラスアクト）」の『原作者と話そう。』にて染谷将太との対談の中で“くせっ毛が好き”と公言。その理由を“産まれたときから髪が曲がっているのはきっと中身や性格から来ている”と思いこんでいる。

## 著作

### 小説
- 小説版 サブイボマスク（2016年5月 集英社文庫）
- ダー・天使（2017年9月 集英社文庫）
- スノーマン（2018年9月 集英社文庫）
- 二人の嘘（2021年6月 幻冬舎／2022年11月 幻冬舎文庫）
- 流氷の果て(2025年3月 講談社)　初出：講談社『小説現代』2024年3月号

### 連載
- 十二の眼 (2025年6月～ 日刊ゲンダイ）

### 短編
- 暗がりの下の、だら (2021年8月 北國新聞 土曜小説）

## 脚本作品

### 映画
- 前橋ヴィジュアル系（2011年公開）
- TAP〜完全なる飼育〜（2013年公開）
- ハヌル -SKY-（2013年『ショートショートフィルムフェスティバル2013ミュージックShort 部門』で上映）
- 君を想う（2014年『ショートショートフィルムフェスティバル2014』で上映）
- やるっきゃ騎士（2015年公開）（原作：みやすのんき）
- ホテルコパン（2016年公開）
- サブイボマスク（2016年公開）
- イイネ!イイネ!イイネ!（2017年公開）
- パラレルワールド・ラブストーリー（2019年公開）（原作：東野圭吾）

### テレビドラマ
- おちゃべり 第8話（毎日放送、2009年3月）
- 七福神!〜神様のアルバイト、始めませんか?〜（フジテレビ、2011年1月7日）
- イロドリヒムラ 第3話「美しすぎる奇才の風景〜密着60日ラース・日村の映画術に迫る〜」（TBS、2012年10月29日）
- カウンターのふたり 第15話「赦しを乞う人」（TwellV、2013年2月）
- たべるダケ（テレビ東京、2013年7月-9月）
- トクボウ 警察庁特殊防犯課 第10話（読売テレビ、2014年6月5日）
- ああ、ラブホテル 第3話・第4話（WOWOW、2015年1月25日・2月22日）
- AKBホラーナイト アドレナリンの夜（テレビ朝日、2015年11月 - ）
  - 第8話『花婿人形』主演：須藤凜々花
  - 第16話『ヒロイン』主演：朝長美桜
  - 第22話『先生、嫌い』主演：小嶋陽菜
  - 第25話『8』主演：高橋みなみ
  - 第27話『死舞』主演：藤田奈那
- AKBラブナイト 恋工場（テレビ朝日）
  - 第27話『突然のキス』主演：木﨑ゆりあ
  - 第31話『見知らぬ婚約者』主演：須田亜香里

### ラジオドラマ
- 未来タクシー（2008年、J-WAVE『ASIENCE SPIRIT OF ASIA』内にて放送）

### CM
- 牛角（2009年12月）※台詞考案

### 舞台
- 東京深夜舞台第1回公演「ファイナル・マジック」（2008年）
- 東京深夜舞台第2回公演「相田・ブルースG・P-吉祥寺ポエム戦争-」（2008年）
- 東京深夜舞台第3回公演「銀行強盗前夜　THE STAGE」（2009年）
- 東京深夜舞台第4回公演「ドント・ルック・バック・イン・アンガー」（2009年）
- 東京深夜舞台第5回公演「未来タクシー」（2009年）
- 東京深夜舞台第6回公演「東京想い出銀行」（2010年1月）
- 「ノーマ・ジーンとマリリン・モンロー」（2010年2月）
- 「コントンクラブ image2 〜オムニバスギャグエンターテイメント〜」（2010年4月）
- 「コントンクラブ image3 〜オムニバスギャグエンターテイメント〜」（2010年6月）
- 東京深夜舞台第7回公演「パンチドランカー」（2010年10月）
- 東京深夜舞台第8回公演「銀行強盗前夜」（2011年4月）
- 「Kitchen」(オムニバス三部作『田園都市線の美人妻』)　（2012年1月、サンモールスタジオ）
- 「コントンクラブ image6 〜オムニバスギャグエンターテイメント〜」4（2012年4月、シアターサンモール）
- 「九頭の讃美歌。そして十字架。時々、晴れ」（2012年7月、赤坂RED THEATER）

## 連載
- 「+act」（ワニブックス）